# Nematops grandisquamus
Nematops grandisquamus är en fiskart som beskrevs av Weber och De Beaufort 1929. Nematops grandisquamus ingår i släktet Nematops och familjen flundrefiskar. Inga underarter finns listade i Catalogue of Life.